# Stokke (gemeente)
Stokke is een voormalige gemeente in de Noorse provincie Vestfold.
De gemeente telde 10.014 inwoners in januari 2005, waarvan 50,0% mannelijk. Het aandeel ouderen (67 jaar of ouder) is 10,5%. In juni 2005 was 2,9% van de bevolking werkloos.
Stokke werd per 1 januari 2017 opgeheven. Het grootste deel van de gemeente werd samen met de gemeente Andebu toegevoegd aan de gemeente Sandefjord. Een klein deel werd toegevoegd aan de gemeente Tønsberg.

## Plaatsen in de gemeente
- Fossnes
- Melsomvik
- Stokke (plaats)
- Storevar
- Vear

Færder · Holmestrand · Horten · Larvik · Sandefjord · Tønsberg

Voormalige gemeente: Andebu · Hof · Lardal · Nøtterøy · Re · Sande · Stokke · Svelvik · Tjøme